# АЭС «Игнеада»
АЭС «Игнеада» — проект строительства атомной электростанции (АЭС) в Турции на берегу Чёрного моря  в ильче Игнеада (тур. İğneada, İğneada) ила Кыркларели (тур. Kırklareli). Станция должна стать третьей АЭС в стране, после АЭС «Аккую» и АЭС «Синоп».
В 2014 году Турция подписала соглашение с китайской SNPTC и американской Westinghouse о начале эксклюзивных переговоров по строительству АЭС с четырьмя энергоблоками  с общей мощностью 5200 МВт на водо-водяных реакторах (PWR) поколения "III+" (три плюс) — AP1000 и CAP1400.  
Проект охватывает весь производственный цикл, в том числе сооружение энергоблоков, обеспечение ядерным топливом и его утилизацию, техническое обслуживание.
Выбранная площадка для строительства расположена в 10 км от границы с Болгарией. С точки зрения сейсмостойкости, это один из наиболее безопасных регионов страны. 

Игнеада была первой кандидатной площадкой, выбранной в ходе самых ранних попыток Турции обзавестись собственной атомной энергетикой. Близость Игнеады к Стамбулу (250 км) имеет как положительные, так и отрицательные черты, и все последствия от строительства здесь станции были внимательно изучены.
Запуск станции был изначально запланирован на 2023 год, однако в настоящее время продвижение проекта остановлено. Внимание руководства страны было переключено на строительство АЭС «Аккую» и «Синоп».
В октябре 2021 года президент Турции Реджеп Эрдоган в ходе встречи в Сочи с президентом РФ Владимиром Путиным предложил тому подумать над строительством еще двух АЭС российского дизайна, а именно в АЭС в Синопе и АЭС в Игнеаде. Пресс-служба президента РФ лишь подтвердила журналистам факт разговора о строительстве еще двух АЭС в Турции.